# 山岡忞
山岡 忞（やまおか つとむ、1933年2月24日 - 不明）は、国営競馬、日本中央競馬会に所属した騎手。騎手として有馬記念や天皇賞・春に勝利するなどしたが、「山岡事件」を起こし、競馬界から追放処分を受けた。静岡県浜名郡（現・浜松市）出身。

## 経歴・人物
旧姓は藤田。1948年に中学校を卒業して1949年に山岡寿恵次調教師に弟子入りする。1951年8月に騎手免許を取得して第4回東京競馬3日目第5競走でデビューし、第5回東京競馬5日目第2競走で初勝利を挙げた。1953年に山岡の娘と結婚し、山岡姓となった。
1955年には中村広厩舎に移籍し、次第に頭角を現した。1956年秋に読売カップをミスキヨフクで制して重賞初勝利を挙げると、1958年にはトパーズでオータムハンデキャップを勝利、年間38勝を挙げて関東リーディング5位になるなど、リーディング上位に名を連ねる一流騎手に成長した。
山岡の騎乗馬で代表格なのは、オンスロートである。大井競馬場所属時に17勝を挙げ、天皇賞制覇を目指して1961年秋に中村広厩舎に移籍し、山岡が主戦騎手として騎乗した。同年天皇賞・秋では、同じく大井出身のタカマガハラの2着に、また有馬記念ではホマレボシの3着となったが、わずか10日後に出走した金盃（のちの中山金杯）を制すると、天皇賞・春ではシーザー以下を抑えて勝利し、山岡自身初の八大競走制覇となった。また有馬記念でもタカマガハラを下して、前年の雪辱を果たした。
山岡の騎乗法は、いわゆるモンキー乗りと呼ばれる騎乗法ではあったが、馬を追うときの姿勢が、当時の騎手はモンキー乗りであっても「天神乗り」の名残りをとどめた、どちらかと言えば姿勢の高い追い方が主流だったのに対し、山岡は可能な限り馬の背中に上体を近づけて、姿勢を変えないまま追うという、どちらかと言えばアメリカの騎手の騎乗法に近い乗り方をしていた。当時の競走の映像を見ると、一目瞭然でほかの騎手との違いが判るほどの独特のスタイルであった。作家の渡辺敬一郎は「彼くらいきれいなフォームで乗る騎手はそれ以前も以後もいない、と確信している」と評している。

## 山岡事件
1964年も通算35勝を挙げて関東リーディング9位を記録するなど、騎手として脂の乗り切った1965年の秋、山岡は競馬法による収賄罪の疑いで逮捕された。事件は、複数の暴力団員が山岡らに金品提供・供応などを行い、競走中に騎乗馬の能力を発揮させない八百長（不正敗退）行為を強要したものとされる。
日本中央競馬会では、裁判の判決が下るまで騎乗停止処分とし、1967年に懲役10か月・執行猶予2年の有罪判決が確定したのを受けて、競馬法の第三十二条の二に抵触したとして、騎手免許の剥奪および競馬関与禁止処分（内容はトレーニングセンター・競馬場・場外馬券売場などの競馬関連の全施設への立入禁止など）とした。
その後の動向は知られていなかったが2020年に白井の競馬学校の隣にかつてあった西山牧場の白井の分場にて山岡が長年に渡って場長をつとめていたことが西山茂行によって明かされた。

## 騎手成績
| 通算成績 | 1着 | 2着 | 3着 | 4着以下 | 出走回数 | 勝率 | 連対率 |
| -------- | --- | --- | --- | ------- | -------- | ---- | ------ |
| 計       | 364 | 324 | 340 | 1,600   | 2,628    | .139 | .262   |

- 重賞競走14勝（うちGI級競走2勝）

### 重賞勝ち鞍
- 天皇賞・春（1962年オンスロート）
- 有馬記念（1962年オンスロート）
- 安田記念（1962年トウコン）
- 日本経済賞2勝（1962年オンスロート、1965年フジイサミ）
- オータムハンデキャップ（1958年トパーズ）
- 金盃（1962年オンスロート）
- 東京盃（1962年トウコン）
- 目黒記念・秋（1962年トウコン）
- クモハタ記念（1962年エムローン）
- 東京牝馬特別（1963年ヒンドソネラ）
- カブトヤマ記念（1963年ソロナオンワード）
- 読売カップ・春（1956年ミスキヨフク）
- アラブ王冠（1960年ヒロトミ）